# Palaeoelachista
Palaeoelachista is een geslacht van vlinders van de familie grasmineermotten (Elachistidae).

## Soorten
- P. traugottolseni Kozlov, 1987